# Nobuhiro Watsuki
Nobuhiro Watsuki (jap. 和月 伸宏, Watsuki Nobuhiro; * 26. Mai 1970 in der Präfektur Tokio, Japan) ist ein japanischer Mangaka, der vor allem durch seinen Manga Kenshin Bekanntheit erlangte.

## Leben
Nobuhiro Watsuki ist in Nagaoka, Präfektur Niigata aufgewachsen. Während seiner Schulzeit begann er zu zeichnen. Er wurde von seinem Bruder und von diversen Mangaka inspiriert, darunter Osamu Tezuka und Fujiko Fujio. Um sich dem Zeichnen ausreichend widmen zu können, gab er seine bisherige Beschäftigung mit Kendō auf. Mit dem Manga Teacher Pon gewann er 1987 den 33. Tezuka-Preis, einen Nachwuchspreis des japanischen Shūeisha-Verlags. Eine kurze Zeit assistierte er dem zwei Jahre älteren Manga-Zeichner Takeshi Obata (Hikaru no Go) bei dessen Manga Arabian Majin Bokentan Lamp Lamp. Nach eigenen Angaben sind die beiden gut miteinander befreundet.
Watsuki veröffentlichte ab 1994 seine erste Serie Kenshin im Shōnen Jump-Magazin. Sie erfuhr unter anderem mehrere Anime-Umsetzungen und wurde in zahlreiche Sprachen übersetzt. Es ist seine bislang erfolgreichste Serie. Während der Arbeit an Kenshin haben unter anderem Eiichirō Oda (One Piece) und Hiroyuki Takei (Shaman King) als Assistenten für ihn gearbeitet. Mit beiden ist er gut befreundet.
Nachdem er Kenshin 1999 beendet hatte, wollte Watsuki seinen Erzähl- und Zeichenstil neu orientieren und etwas Fröhlicheres zeichen, das eher dem Shōnen-Genre entsprach. Es folgten 2001 Gun Blaze West, das jedoch erfolglos blieb und früh beendet wurde, und 2003 Busō Renkin, das bis 2005 lief und im folgenden Jahr als Anime-Serie umgesetzt wurde. Der Erfolg dieser Serie reichte aber nicht an den von Kenshin heran. Es folgte die Serie Embalming – The Another Tale of Frankenstein, die von 2007 bis 2015 im neu gegründeten, monatlichen Magazin Jump SQ lief. Mit dieser Serie wendete sich Watsuki wieder düsteren, ernsteren Themen zu, zudem richtet sie sich an ein älteres Publikum.
Für ein Spiel aus seiner Lieblings-Videospielserie, Samurai Spirits/Samurai Shodown, hat Watsuki das Design von einigen Charakteren übernommen. Für das Shinsengumi-Videospiel Shinsengumi Gunraw Den übernahm er 2004 das komplette Charakterdesign.
Im September 2017 startete Watsuki in der Jump SQ seine neue Manga-Serie Rurōni Kenshin Hokkaidō-hen, einer direkten Fortsetzung von Kenshin.
Im November 2017 durchsuchte die japanische Polizei Watsukis Büro als Teil einer Ermittlung gegen Käufer von Kinderpornografie und fand dabei mehrere DVDs mit kinderpornografischem Material von Mädchen im frühen Teenageralter. Die Polizei nahm deswegen ein Verfahren wegen des Besitzes von Kinderpornografie gegen Watsuki auf und übergab den Fall an die Staatsanwaltschaft. Watsuki gestand seine Schuld und gab angeblich gegenüber Ermittlern zu, dass er "Mädchen im späten Grundschulteralter bis etwa dem Alter im zweiten Jahr der Mittelschule mögen würde", was im Kontext des japanischen Schulsystems in etwa eine Alterspanne von 11 bis 14 Jahren umfasst. Die laufende Veröffentlichung seiner Serie Rurōni Kenshin Hokkaidō-hen wurde nach dem Bekanntwerden des Verfahrens von Shūeisha unterbrochen. Shūeisha erklärte, dass sie die Sache ernst nehmen würden, und dass Watsuki "tiefste Reue" zeigen würde.
Am 28. Februar 2018 wurde Watsuki wegen des Besitzes von Kinderpornografie angeklagt und zu einer Geldstrafe von 200.000 Yen verurteilt. Im Juni 2018 wurde die Veröffentlichung von Rurōni Kenshin Hokkaidō-hen fortgesetzt. In der Ankündigung dazu hieß es, dass Watsuki "ein Leben voll Selbstreflexion und Buße" führen würde, allerdings habe er zusammen mit Shūeisha die Entscheidung über die Fortsetzung der Serie getroffen, da die Erfüllung der Wünsche der Fans eine Pflicht sei.

## Inspirationen
Als großer Fan amerikanischer Superhelden-Comics hat Watsuki oftmals Charakterentwürfe an Figuren aus zum Beispiel X-Men oder Spider-Man angelehnt. Auch aus anderen Bereichen, die ihn interessieren, bezieht er seine Inspirationen. Darunter sind natürlich zahlreiche Manga und Anime, aber auch Videospiele, Hollywood-Filme, Romane oder auch Pop-Musik.
In Buso Renkin nimmt Watsuki zudem gerne, oft selbstironisch, Bezug auf seine eigenen früheren Werke.

## Werke
- Teacher Pon
- Hokuriku Yurei Kobanashi (1990, Kurzgeschichte)
- Sengoku no Mikazuki (1992, Kurzgeschichte)
- Rurouni Kenshin (1994–1999, 28 Bände)
- Yahiko no Sakabato (1999, Kurzgeschichte)
- Meteor Strike (Kurzgeschichte)
- Gun Blaze West (2000, 3 Bände)
- Buso Renkin (2003–2005, 10 Bände)
- Embalming – Dead Body and Bride (2005, Kurzgeschichte)
- Embalming II – Dead Body and Lover (2006, Kurzgeschichte)
- Embalming – The Another Tale of Frankenstein (2007–2015, 10 Bände)
- Rurouni Kenshin -Cinema Edition- (2012–2013, Neuerzählung)
- Rurōni Kenshin Hokkaidō-hen (seit 2017)